# Брицин Віктор Михайлович
Ві́ктор Миха́йлович Бри́цин (* 13 березня 1951, Кам'янець-Подільський) — український мовознавець. Доктор філологічних наук (1991). Професор (1993). Лауреат Державної премії УРСР в галузі науки й техніки (1989).

## Біографія
Віктор Михайлович Брицин (Бріцин)  народився 13 березня 1951 року в Кам'янці-Подільському в сім'ї мовознавця Михайла Якимовича Брицина. 1968 року сім'я переїхала до Києва. 1973 року Віктор Брицин закінчив Київський університет.
Був членом КПРС.
У 1976—1991 роках працював в Інституті мовознавства імені Олександра Потебні: молодший науковий співробітник, старший науковий співвробітник, від 1989 року — завідувач сектора соціолінгвістики.
У 1991—1997 роках працював в Інституті української мови НАН України: заступник директора з наукової роботи, завідувач відділу теорії мовної комунікації та соціолінгвістики.
Від 1998 року — заступник директора Інституту мовознавства імені Олександра Потебні НАН України.
2006 року був кандидатом у члени-кореспонденти НАН України .

## Наукові інтереси
Досліджує українську та російську мови в царинах синтаксису, граматичної семантики, стилістики та культури мовлення, соціолінгвістики, лексикології.
Співавтор російсько-українського (1996) і українсько-російського (2000) словників, що охоплюють сферу ділового спілкування.

## Премії

Облікова картка лауреата Державної премії

- 6 грудня 1989 року — Державна премія УРСР у галузі науки і техніки за лексикографічну працю «Словник мови Шевченка» (у двох томах), опублікований 1964 року, та «Словарь языка русских произведений Шевченко» (у двох томах), опублікований у 1985—1986 роках. До складу авторського колективу, що отримав премію, також входили Наталя Петрівна Матвєєва, Василь Семенович Ващенко, Людмила Макарівна Стоян, Неоніла Петрівна Романова, Лідія Олексіївна Родніна, Ніна Григорівна Озерова, Тетяна Купріянівна Черторизька [3].

## У мережі
- Профіль В. М. Брицина на сайті Інституту мовознавства ім. О. О. Потебні НАН України [Архівовано 4 серпня 2020 у Wayback Machine.]